# 콘늘라
콘늘라(아일랜드어: Connla) 또는 콘리크(아일랜드어: Conlaoch)는 아일랜드 신화의 얼스터 대계의 등장인물이다. 울라의 대전사 쿠 훌린과 알바의 여전사 이퍼 사이에서 태어난 사생아로, 알바에서 홀어머니 밑에서 자랐다. 쿠 훌린의 최대 활약담인 〈쿠얼러의 소몰이〉 직전을 다루는 〈이퍼의 외아들의 죽음〉에 등장한다.
쿠 훌린은 이퍼를 임신시키고 아들이 나이가 차면 자신에게 보내라고 한 뒤 에린으로 돌아갔다. 이때 콘늘라에게 세 가지 기아스가 걸렸는데, 첫째로 콘늘라는 여행을 시작하면 뒤로 돌아설 수 없고, 둘째로 그는 도전을 거부할 수 없으며, 셋째로 아무에게도 자신의 이름을 말할 수 없다.
장성해서 에린으로 건너간 콘늘라는 코날 케르나크와 마주쳤다. 코날이 콘늘라에게 이름과 출신을 물었으나 콘늘라는 대답을 거부했고, 이에 코날이 콘늘라에게 결투를 신청했다. 콘늘라는 코날을 제압하고 그에게 모욕감을 줬다. 이때 쿠 훌린이 콘늘라에게 다가와서 같은 질문을 했다. 이에 쿠 훌린과 콘늘라 사이에 싸움이 벌어졌고, 콘늘라의 기량이 상당하자 쿠 훌린은 자신의 "영웅광"(hero-light) 능력을 발현했다. 이것을 본 콘늘라는 아버지를 알아보고 자기 무기를 거두었다. 쿠 훌린의 정실부인 에버르가 콘늘라의 정체를 알고 쿠 훌린에게 그가 지금 자기 아들과 싸우고 있음을 알리려 했으나 소용이 없었다. 쿠 훌린은 바다 괴물의 뼈로 만든 필살의 창 게 볼그를 던졌고, 콘늘라는 치명상을 입었다. 콘늘라는 죽어가면서 자기 이름을 밝혔고, 에린의 전사들의 용맹을 찬양했다. 자기 손으로 아들을 죽였음을 알게 된 쿠 훌린은 비탄에 빠졌다.

## 참고 자료
- Squire, Charles.  "Celtic Myth and Legend."  Newcastle Publishing Co., USA, 1975.  Reprinted from the first edition in 1905, Great Britain.  ISBN 0-87877-029-1.